# 1869
1869 (số La Mã: MDCCCLXIX) là một năm thường bắt đầu vào thứ Sáu trong lịch Gregory.

## Sinh
- 12 tháng 2 – Vua Kiến Phúc, hoàng đế thứ bảy của nhà Nguyễn (m. 1884).
- 2 tháng 10 – Mahatma Gandhi, anh hùng dân tộc Ấn Độ (m. 1948).
- 30 tháng 11 – Gustaf Dalén, nhà vật lý người Thụy Điển (m. 1937)

## Mất
- 8 tháng 10 – Nguyễn Phúc Hòa Trinh, phong hiệu Lâm Thạnh Công chúa, công chúa con vua Minh Mạng (s. 1836).
- Không rõ – Nguyễn Phúc Ngọc Vân, phong hiệu An Điềm Công chúa, công chúa con vua Gia Long (s. 1805).
- Không rõ – Nguyễn Phúc Thanh Đề, phong hiệu Thuận Chính Công chúa, công chúa con vua Thiệu Trị (s. 1833).
- Không rõ – Narcisa de Jesús (s. 1832).